# The Silent Age
The Silent Age (с англ. — «Безмолвный век») — приключенческая инди-игра в жанре point-and-click, разработанная датской студией House on Fire для iOS, Android, Kindle Fire, Windows и Mac. В роли издателя выступила компания Meridian4. Сюжет повествует об уборщике, на которого возложена миссия спасти человечество от надвигающегося апокалипсиса. Дабы предотвратить трагичный сценарий, герой отправляется в путешествие во времени, перемещаясь из 1972 года в 2012 год, и обратно. В целом, игра получила восторженные отзывы критиков.

## Игровой процесс
Геймплей во всём следует канонам жанра графического квеста — классическое управление point-and-click и инвентарь. Портативная машина времени позволяет перемещаться между настоящим и будущим временем, позволяя игроку находить нужные объекты и решать головоломки. Сюжет разделен на несколько глав, каждая из которых происходит в отдельной игровой зоне.

## Сюжет
1972 год. Дворник по имени Джо работает в американской корпорации «Архонт». Однажды начальство поручает ему взять на себя обязанности своего коллеги Фрэнка, покинувшего компанию. В подвальной лаборатории Джо обнаруживает умирающего пожилого мужчину, держащего в руках странное устройство. Мужчина представляется доктором Ламбертом, который прибыл из будущего, чтобы предотвратить вымирание человечества. Перед смертью Ламберт вручает Джо портативную машину времени и поручает ему найти себя в молодости, дабы объяснить ему, что произойдет. Когда Джо пытается покинуть лабораторию, служба безопасности корпорации арестовывает его за промышленный шпионаж и передает в руки полиции. Во время допроса в полицейском участке Джо случайно активирует устройство и оказывается в незнакомых руинах.
Следуя инструкциям Ламберта, Джо в конечном итоге находит убежище, где прячется молодой ученый. Он демонстрирует молодому Ламберту портативную машину времени, в котором тот признает свою работу. Ламберт рассказывает Джо, что правительство США намеревалось использовать изобретенную им машину времени для уничтожения Советского Союза, однако законы причинно-следственной связи не дали им этого сделать. Тогда правительство совместно с корпорацией «Архонт» решило вернуть свое оружие из будущего, отправив туда наемных пилотов. Спустя некоторое время «Архонт» заявила, что человечество в будущем ждет полное уничтожение от запущенного штамма. Ламберт отказался участвовать в дальнейших исследованиях и скрылся в убежище, в то время как «Архонт» продолжила экспериментировать с путешествиями во времени.
Определив из слов Джо, что успешные действия «Архонта» непреднамеренно приведут к вымиранию человечества, Ламберт настраивает машину времени, чтобы отправить Джо обратно в 1972 год и саботировать главный компьютер корпорации. Джо возвращается в «Архонт» и спускается в подвальную лабораторию, старательно избегая своего двойника из настоящего. В подвале он обнаруживает тело пожилого Ламберта, который симулировал смерть для встречи с Джо. В это же самое время кто-то проникает в лабораторию и угоняет машину времени. Она возвращается обратно, и доктор Ламберт модифицирует её, дабы отправить Джо в далекое будущее, где тот бы смог отыскать источник заражения и предотвратить распространение штамма. Достигнув нужного временного периода, Джо обнаруживает лагерь, в котором находится его коллега Фрэнк, медленно умирающий от вируса.
Фрэнк рассказывает, что он является советским шпионом, посланным в «Архонт» для сбора информации о путешествиях во времени, проводимых корпорацией совместно с американским правительством. Когда его раскрыли, он использовал машину времени для побега. Фрэнк вручает Джо предохранитель от машины, позволяя тому вернуться обратно. Вернувшись в 1972 год, Джо внезапно осознает, что именно он является той самой причиной вымирания человечества, о котором говорил доктор Ламберт. Дабы предотвратить распространение заражения, он залезает в одну из криокамер корпорации и засыпает.
2012 год. Джо просыпается в психиатрической лечебнице, где узнает от врача, что «Архонт» обанкротился после 1972 года, а смертоносный штамм оказался редкой формой птичьего гриппа. Поняв, что он абсолютно здоров, Джо выходит из больницы навстречу новому, двадцать первому веку.

## Отзывы и рецензии
Игра получила хвалебные отзывы. По состоянию на декабрь 2014 года она имеет 81 и 84 балла из 100 на Metacritic для обоих эпизодов. Что касаемо первого эпизода, выпущенного 6 декабря 2012 года, то критики единодушно одобрили головоломки и графический дизайн игры, однако раскритиковали его за короткий хронометраж. Второй эпизод, выпущенный 16 октября 2014 года, получил в основном положительные отзывы критиков. Gamezebo оценил его в 4 с половиной звезды из 5. Веб-сайт Pocket Gamer, посвященный играм для мобильных устройств, дал второму эпизоду оценку 7 из 10. Греческий портал Ragequit поставил игре 84 балла из 100, заявив, что игра «Хорошо написана и красиво оформлена, дебют House on Fire точно взбудоражит поклонников мрачной и взрослой научной фантастики». Веб-сайт Multiplayer выдал игре 8 баллов из 10, заявив, что «The Silent Age — это игра, богатая стилем и атмосферой, с захватывающим сюжетом и приятной минималистичной графикой».

## Продажи
Летом 2018 года, благодаря уязвимости в защите Steam Web API, стало известно, что точное количество пользователей сервиса Steam, которые играли в игру хотя бы один раз, составляет 138 573 человека.